# Lene Marlin
Lene Marlin Pedersen (Tronso, 17 de Agosto de 1980) é uma cantora e compositora norueguesa. Foi jurada na edição norueguesa do show de talento The Voice entre 2017 e 2019.

## Biografia
Nascida em uma cidade situada no extremo norte da Noruega, começou a compor e a cantar música aos 15 anos, depois de receber uma guitarra pelo Natal. Tocava as suas músicas num ambiente familiar, para o irmão e os amigos.
No Verão de 1997, um jornalista da NRK (televisão/rádio norueguesa), contactado pelos amigos de Lene Marlin, conheceu e apreciou o talento da jovem e concedeu-lhe a oportunidade de gravar uma demo para a NRK/Tronso, enviando-a mais tarde para Virgin Records. Lene teve assim a oportunidade de cantar 15 músicas escritas por si própria, performance que agradou bastante aos dirigentes da discográfica. O contrato discográfico estava pronto e Lene Marlin estava prestes a realizar o seu sonho.
Com 18 anos, começou a gravar o seu primeiro álbum Playing My Game nos esúdios da Virgin em Oslo. Ao mesmo tempo, continuava os seus estudos em Tronso, pois ainda se considerava muito nova para fazer a escolha de abdicar dos estudos em prol da música. Apesar da vida cansativa - Lene tinha de apanhar todos os dias o avião da sua terra natal para a capital -, conseguiu acabar o liceu com uma nota de 5 valores (a nota máxima na escala de avaliação dos liceus noruegueses é 6).

## Discografia

### Álbuns de estúdio
- Playing My Game (1999)
- Another Day (2003)
- Lost in a Moment (2005)
- Twist the Truth (2009)

### Singles
Playing My Game
- Unforgivable Sinner #1 ITA, #1 NOR, #13 RU, #1 JAP
- Sitting Down Here #5 ITA, #2 NOR, #5 RU
- Where I'm Headed #1 ITA, #1 NOR, #1 FR

Another Day
- You Weren't There #1 ITA, #1 NOR, #2 CHINA
- Another Day #17 ITA, #8 NOR
- Sorry #40 ITA (só na Itália)

Lost in a Moment
- How Would It Be #16 ITA, #11 NOR
- What If #39 ITA
- Still Here (só no Japão)
- My Lucky Day (França e Itália) Abril de 2006

Twist the Truth
- Here We Are
- You Could Have

### Colaborações
Com Sissel Kyrkjebø (2000) -  escreveu duas músicas, Should it Matter e We Both Know para o álbum "All Good Things".
Projecto Venn (2005) - Canção gravada em honra das vítimas do Tsunami, cantada por vários artistas noruegueses. Lene Marlin compôs a música juntamente com o cantor norueguês Espen Lind.
Com os Lovebugs (2006) - Participação em Avalon, canção da banda suíça que atingiu o primeiro lugar nas rádios nacionais. Lene Marlin cantou ao vivo com os Lovebugs no concurso Miss Suíça 2006 e na Gala do Desporto 2006 (também na Suíça).
Com Rihanna (2007) - Escreveu, juntamente com a StarGate, a música Good Girl Gone Bad, do álbum homónimo de Rihanna.
Com a banda alemã Marquess (2008) - Escreveu e participou no single All Gone.